# ボーダレス・ジャパン
株式会社ボーダレス・ジャパン（英: BORDERLESS JAPAN CORPORATION）は、福岡県福岡市に本社を置く日本企業。

## 概要
社会起業家が集うプラットフォームカンパニーとして2007年3月設立。
社会起業家を次々と生み出すビジネスモデルを評価され、「グッドデザイン賞 ビジネスモデル部門(2019)」「大切にしたい会社大賞・審査員特別賞(2019)」「CSA賞～20代に薦めたい「次世代型人材」創出企業～(2022)」を受賞。
2023年10月、社会課題解決を次のステージに進めるべく新パーパス「SWITCH to HOPE　社会の課題を、みんなの希望へ変えていく。」を発表。より多くの人が、ともに良い社会を目指すための仕組みづくりを目指す。

## 社会起業家養成所「ボーダレスアカデミー」
2018年10月に開校した社会起業家養成所。
2023年度までの受講生はのべ1200名を超える。

## ソーシャルビジネス
貧困・環境・人権・教育などさまざまな課題を解決する50以上のソーシャルビジネスを14か国で展開している。

## 主な拠点
■福岡本社：〒810-0001　福岡県福岡市中央区天神3-1-1 天神フタタビル4F　ソーシャルベンチャーPARK福岡
■東京オフィス：〒162-0843　東京都新宿区市谷田町2-17 八重洲市谷ビル10F
■多の津オフィス：〒813-0034　福岡県福岡市東区多の津4-14

## 受賞歴
2017年3月  ボーダレス・ジャパンがオルタナ主催「グリーン・オーシャン大賞」大賞・金賞をダブル受賞
2019年2月   代表田口が日経ビジネス「世界を動かす日本人50」に選出
2019年3月   「日本で一番大切にしたい会社大賞」審査委員会特別賞受賞
2019年6月   代表田口が Forbes JAPAN「日本のインパクト・アントレプレナー35」に選出
2019年10月  GOOD DESIGN AWARD2019に推薦され「ビジネスモデル部門」でグッドデザイン賞（ビジネスモデル）を受賞

## 掲載・出演情報

### 書籍
- 『9割の社会問題はビジネスで解決できる』（2021年5月29日、PHP研究所) ISBN 9784569849133

### テレビ
- 日経スペシャル ガイアの夜明け（2016年3月22日(火)、テレビ東京）[8]
- 日経スペシャル カンブリア宮殿 次世代ビジネスの挑戦者たち 第3弾！ 社会貢献の新潮流を生む 若き起業家の挑戦（2020年4月16日(木)、テレビ東京）- ボーダレス・ジャパン社長 田口一成出演[9]
- Fresh Faces -アタラシイヒト-（2020年4月25日(土)、BS朝日）[10]

### 新聞
- 朝日新聞「フロントランナー」掲載　2020年12月12日(日)[11][12]

### 雑誌
- 月刊 『企業診断』 2020年7月号[13]
- リクルートマネジメントソリューションズ機関誌「RMS Messagevol.59」 （2020年8月)[14]
- THE21 2020年8月号「小規模事業の集合体である「スイミー」のような組織が生き残る」（2020年8月）[15]
- ch FILES 2021年2号「社長に会いたい」のコーナー（2020年1月）[16]

### WEB
- PRESIDENT Online田原 総一朗氏との対談「世界の貧困の解決に「儲け」は必要なのか」（2017年10月）[17]
- YOUTURN(2019年2月)
  - No.1「恩」と「成長」で加速するソーシャルビジネス組織論[18]
  - No.2 人を育て助け合う企業カルチャー[19]
  - No.3 「制度は思想」[20]
- BUSINESS INSIDER JAPAN「『10億円稼ぐ社会起業家1000人育てる』23もの社会課題解決に取り組むベンチャーが急成長」(2019年3月）[21]
- FINDERS「利益より社会問題の解決を重視。そんなソーシャルビジネスでボーダレス・ジャパンはなぜ成長できるのか？」(2019年7月)[22]
- 日本経済新聞オンライン「もうからないソーシャルビズ変える　起業家鍛える道場　SDGs起業家たち（5）」（2020年3月）[23]
- ダイヤモンドオンライン ソフトバンク和田毅×ボーダレス田口一成『「社長になって燃え尽きる人」と「大成しないプロ」の共通点』（2020年3月）[24]
- IDEAS FOR GOOD「ボーダレス・ジャパン代表 田口一成氏インタビュー。その社会課題解決力の根底にあるもの」（2020年3月）[25]
- 日経エネルギーNext「ソーシャルベンチャー、ボーダレス・ジャパンが電力に参入する理由」（2020年4月)[26]
- マネー現代「環境問題はビジネスにならない」と言う人たちが知らない「意外な現実」(2020年7月）[27]
- ニュースイッチ「「失敗は認める、多数決はダメ。拡大する「社会起業家集団」の作り方」(2020年7月)[28]
- 日本経済新聞 電子版「もうからないソーシャルビズ変える　起業家鍛える道場」（2020年3月）[29]

## 講演
- TEDxHimi「人生の価値は、何を得るかではなく、何を残すかにある。」2016年07月29日(金)[30]

## ボーダレスグループ
| 解決する社会課題 | サービス名称                          |
| ---------------- | ------------------------------------- |
| 気候変動         | ハチドリ電力                          |
| 気候変動         | LFCコンポスト                         |
| 気候変動         | HUB&STOCK（ハブスト）                 |
| 気候変動         | ハチドリソーラー                      |
| 気候変動         | Enter the E                           |
| 気候変動         | POST＆POST（ポスポス）                |
| 貧困             | AMOMA （アモーマ）                    |
| 貧困             | ビジネスレザーファクトリー            |
| 貧困             | ＪＯＧＧＯ（ジョッゴ）                |
| 貧困             | Haruulala（ハルウララ）               |
| 貧困             | エシカルファクトリー                  |
| 貧困             | BORDERLESS FARM（ボーダレスファーム） |
| 貧困             | BORDERLESS LINK                       |
| 貧困             | BORDERLESS MYANMAR FERTILIZER         |
| 貧困             | Re: leaf inc.                         |
| 貧困             | Borderless Burkina Faso               |
| 貧困             | LUNA sanitary pads                    |
| 貧困             | Alphajiri                             |
| 貧困             | MAYSOL                                |
| 貧困             | BISAYA CHICKEN                        |
| 貧困             | BLJ Banladesh Corporation             |
| 貧困             | Bangladesh Leather Inspection         |
| 貧困             | BLJ Footware Ltd.                     |
| 貧困             | BLJ Apparel ltd.                      |
| ホームレス       | いえとしごと                          |
| ホームレス       | コシツ                                |
| 人権             | AYUMI Jabón                           |
| 人権             | ZERO PC（ゼロピーシー）               |
| 人権             | アノサポ                              |
| 教育・子育て     | 夢中教室WOW！                         |
| 教育・子育て     | 先生の学校                            |
| 教育・子育て     | 親のがっこう                          |
| 教育・子育て     | 小さな森の学童                        |
| 教育・子育て     | フタリノ                              |
| 就労支援         | ステップ就職                          |
| 就労支援         | ステップアカデミー                    |
| 就労支援         | UNROOF（アンルーフ）                  |
| 就労支援         | むすびば                              |
| 地域課題         | ロカキャリ                            |
| 地域課題         | 腸活ミニ野菜                          |
| 地域課題         | ふるさと納税ForGood!                  |
| 地域課題         | Okaraokara                            |
| 地域課題         | Co-Exist Wildlife Ltd.                |
| 市民参画         | RICE MEDIA                            |
| 市民参画         | ボーダレスアカデミー                  |
| 市民参画         | For Good（フォーグッド）              |
| ダイバーシティ   | ボーダレスハウス                      |
| ダイバーシティ   | SISTERS inc                           |
| 動物福祉         | 宝牧舎                                |
| 循環型社会       | ローカルフードサイクリング            |